# Unité urbaine de Moulins
L'unité urbaine de Moulins est une unité urbaine française centrée sur la commune de Moulins, préfecture du département de l'Allier, située dans la région Auvergne-Rhône-Alpes.

## Données globales
En 2010, selon l'INSEE, l'unité urbaine de Moulins, qui est située dans le département de l'Allier était composée de quatre communes, toutes situées dans l'arrondissement de Moulins.
Dans le nouveau zonage de 2020, le nombre de communes est également de 4.
En 2022, avec 37 610 habitants, elle représente la 3e unité urbaine du département de l'Allier bien qu'elle en soit la préfecture, après les unités urbaines de Vichy (1er rang départemental) et de Montluçon (2e rang départemental) et elle occupe le 27e rang dans la région Auvergne-Rhône-Alpes, après l'unité urbaine du Puy-en-Velay (26e rang régional) et avant l'unité urbaine de Riom (28e rang régional).
En 2021, sa densité de population s'élève à 433 hab/km2. Par sa superficie, elle représente 1,18 % du territoire départemental mais, par sa population, elle regroupe 11,2 % de la population du département de l'Allier.

## Composition de l'unité urbaine de 2020
L'unité urbaine de Moulins est composée des quatre communes suivantes :
| Nom                    | Code Insee | Département | Statut       | Superficie (km2) | Population (dernière pop. légale) | Densité (hab./km2) | Modifier                                    |
| ---------------------- | ---------- | ----------- | ------------ | ---------------- | --------------------------------- | ------------------ | ------------------------------------------- |
| Moulins (ville-centre) | 03190      | Allier      | ville-centre | 8,61             | 19 344 (2022)                     | 2 247              | modifier les données · modifier les données |
| Avermes                | 03013      | Allier      | banlieue     | 15,60            | 4 109 (2022)                      | 263                | modifier les données · modifier les données |
| Neuvy                  | 03200      | Allier      | banlieue     | 19,03            | 1 487 (2022)                      | 78                 | modifier les données · modifier les données |
| Yzeure                 | 03321      | Allier      | banlieue     | 43,24            | 12 670 (2022)                     | 293                | modifier les données · modifier les données |

## Évolution démographique
L'évolution démographique ci-dessous concerne l'unité urbaine selon le périmètre défini en 2020.
| 1968   | 1975   | 1982   | 1990   | 1999   | 2010   | 2015   | 2021   |
| ------ | ------ | ------ | ------ | ------ | ------ | ------ | ------ |
| 40 533 | 43 588 | 43 082 | 41 715 | 40 050 | 37 982 | 38 277 | 37 493 |

#### Données générales
- Unité urbaine en France
- Aire d'attraction d'une ville
- Liste des unités urbaines de France

#### Données démographiques en rapport avec l'unité urbaine de Moulins
- Aire d'attraction de Moulins
- Arrondissement de Moulins

#### Données démographiques en rapport avec l'Allier
- Démographie de l'Allier